# Everyday of My Life
Everyday of My Life  é o segundo álbum de estúdio do músico, cantor e compositor estadunidense Michael Bolton, lançado em 1976.
O álbum é o segundo lançado sob o nome de batismo do cantor, Michael Bolotin.

## Faixas
1. "Rocky Mountain Way" (Grace, Passarelli, Vitale, Joe Walsh) 4:21
2. "If I Had Your Love" (Bolotin) 3:49
3. "Everyday Of My Life" (Henderson) 3:27
4. "You Mean More To Me" (Bolotin) 3:35
5. "Singin' The Blues" (McCreary) 3:41
6. "Dancing In The Street" (Marvin Gaye, Hunter, Stevenson) 3:52
7. "You Make Me Feel Like Lovin' You" (Bolotin) 4:24
8. "Common Thief" (House) 3:22
9. "These Eyes" (Randy Bachman, Cummings) 3:34
10. "You've Got The Love That I Need" (Bolotin, Henderson) 3:24